# Ато фон Фрайзинг
Ато фон Фрайзинг (на немски: Atto von Freising, Atto der Kienberger, † 810/811) е 5. епископ на Фрайзинг в Бавария от 783/784 до 810/811 г.

## Произход и управление
Ато произлиза вероятно от баварския благороднически род Хуоси. Той е абат на Шарниц и по-късно на манастира Шледорф. Баварският херцог Тасило III му подарява през 769 г. земя за основаване на манастир Инихен. Оттам Ато участва в християнизирането на славяните от Пустертал.
Около 783/784 г. той става епископ на Фрайзинг. Той основава втори бенедиктински манастир. През 808 г. Ато сменя земя и получава от Рифвин Фагана Господство Бурграйн.